# کالج ایتا
کالج ایتا یک کالج بین‌المللی، خصوصی و تک منظوره است که در سال ۱۹۸۳ تأسیس شد. این دانشگاه دارای نه پردیس و یک مرکز آموزش آنلاین است. دفتر مرکزی این کالج در کیپ تاون واقع شده است. هدف آن ارائه آموزش برای ورزش تناسب اندام و نیازهای تفریحی است. زبان آموزش انگلیسی است.
کالج ایتا عضو کنسرسیوم آموزش عالی کیپ و وابسته به ویرجین اکتیو است.

## فارغ التحصیلان قابل توجه
- ناتالی دو تویت، شناگر مدال طلای المپیک[۲]
- کاپیتان کوسه‌ها و بازیکن راگبی اسپرینگ باک، کیگان دانیل
- بازیکن فعلی کوسه راگبی، Sbu' Sithole
- ۱۹۹۵ اسپرینگ باک و برنده جام جهانی، چستر ویلیامز[۳]
- مربی سابق بافانا بافانا، گوردون ایگسوند

## پروژه‌های قابل توجه
- حامی کنفرانس شناسایی و توسعه استعدادهای جوان SSISA[۴][۵]